# Општина Доњи Лапац
Општина Доњи Лапац се налази у источној Лици у саставу Личко-сењске жупаније, Република Хрватска. Сједиште општине је Доњи Лапац. Према подацима са последњег пописа 2021. године у општини је живело 1.366 становника.

## Географија
Општина се налази у источном дијелу Личко-сењске жупаније. На западу се граничи са општином Удбина, на сјеверу и истоку се налази Босна и Херцеговина, јужно је општина Грачац у Задарској жупанији.

## Историја
У периду од 1991. до августа 1995, општина је припадала Републици Српској Крајини. Општина је до августа 1995. године обухватала насеља Беглуци, Бротња, Горња Суваја, Горњи Срб, Дабашница, Доња Суваја, Доњи Срб, Дреновац Осредачки, Дугопоље, Заклопац, Кладрма, Куновац Купировачки, Купирово, Нетека, Осредци и Тишковац Лички, која се данас налазе у општини Грачац.

## Насељена мјеста
Општину чине насеља:
| - Бировача - Боричевац - Брезовац Доброселски - Бушевић - Гајине - Горњи Лапац | - Горњи Штрбци - Днопоље - Добросело - Дољани - Доњи Лапац - Доњи Штрбци | - Кестеновац - Круге - Мелиновац - Мишљеновац - Небљуси - Ораовац |

## Привреда
До 1991. године у општини су главне привредне гране биле дрвна и текстилна индустрија. Данас ради дрвна индустрија и мали предузетници у трговини и угоститељству.

## Становништво
Велика предратна општина Доњи Лапац, по попису становништва из 1991. године имала је 8.054 становника, а национални састав је био следећи:
- Срби - 7.854 (97,51%)
- Хрвати - 44 (0,54%)
- остали - 156 (1,95%)

| Националност       | 1991. | 1981. | 1971. | 1961. |
| Срби               | 7.854 | 7.691 | 9.337 | 6.148 |
| Југословени        | 65    | 633   | 77    | 33    |
| Хрвати             | 44    | 47    | 94    | 202   |
| Муслимани          | 22    | 5     | 34    | 43    |
| Црногорци          |       | 7     | 8     |       |
| Мађари             |       | 4     | 1     | 1     |
| Словенци           |       | 1     | 2     | 1     |
| Македонци          |       | 1     | 2     |       |
| Албанци            |       |       | 2     |       |
| остали и непознато | 69    | 58    | 52    | 28    |
| Укупно             | 8.054 | 8.447 | 9.609 | 6.456 |

### Попис 2001.
Према попису становништва из 2001. године, у општини Доњи Лапац је било 1.880 становника, распоређених у 18 насеља. Национални састав становништва према попису из 2001. године, био је следећи:
- Срби - 1.383 (73,56%)
- Хрвати - 471 (25,05%)
- остали - 4 (0,22%)
- неопредељени - 10 (0,53%)
- непознато - 12 (0,64%)

### Попис 2011.
На попису становништва 2011. године, општина Доњи Лапац је имала 2.113 становника, следећег националног састава:
| Попис 2011.‍   | Попис 2011.‍ | Попис 2011.‍ | Попис 2011.‍ | Попис 2011.‍ |
| ------------- | ----------- | ----------- | ----------- | ----------- |
|               |             |             |             |             |
| Срби          | Срби        |             | 1.704       | 80,64%      |
| Хрвати        | Хрвати      |             | 397         | 18,79%      |
| остали        | остали      |             | 12          | 0,56%       |
| укупно: 2.113 |             |             |             |             |

### Попис 2021.
На попису становништва 2021. године, општина Доњи Лапац је имала 1.366 становника, следећег националног састава:
| Попис 2021.‍   | Попис 2021.‍ | Попис 2021.‍ | Попис 2021.‍ | Попис 2021.‍ |
| ------------- | ----------- | ----------- | ----------- | ----------- |
|               |             |             |             |             |
| Срби          | Срби        |             | 1.082       | 79,21%      |
| Хрвати        | Хрвати      |             | 266         | 19,47%      |
| остали        | остали      |             | 18          | 1,31%       |
| укупно: 1.366 |             |             |             |             |